# Neznabohy

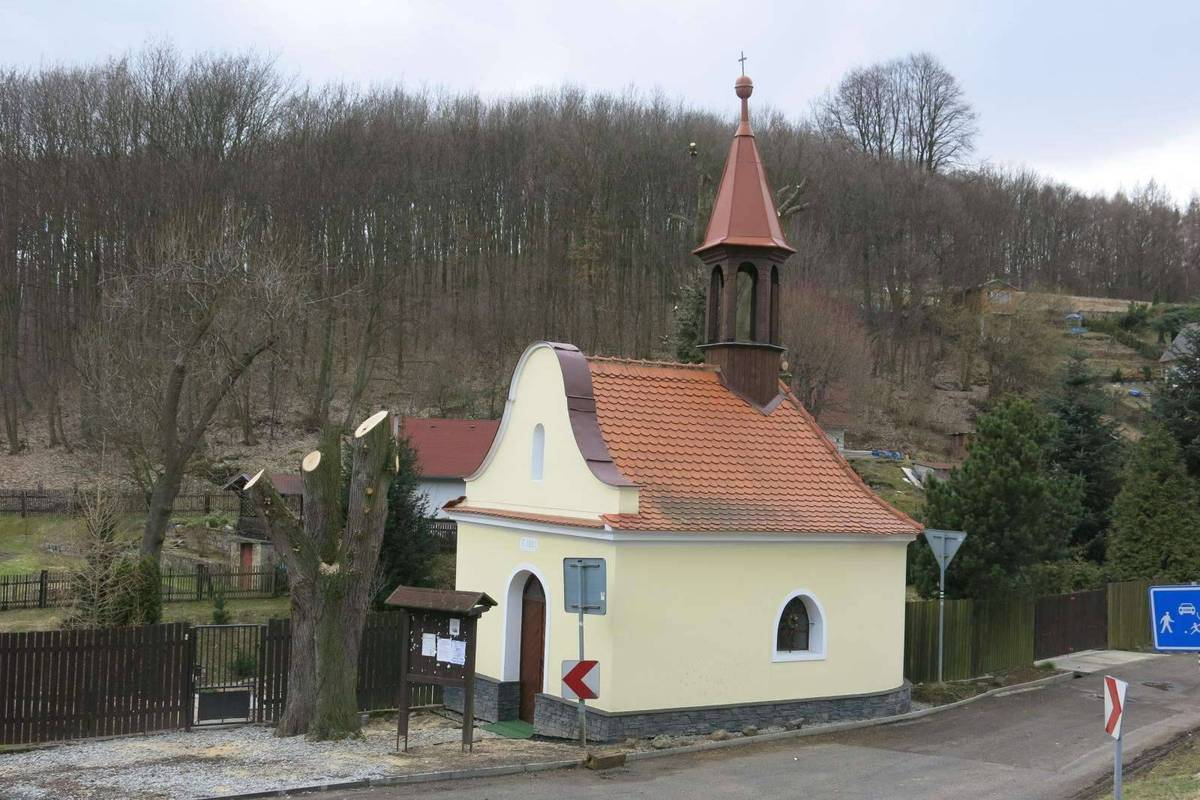
Kaple Nejsvětější Trojice v Neznabozích

Neznabohy (německy Niesenbahn) jsou osada v okrese Ústí nad Labem v Ústeckém kraji. Je součástí obce Chuderov a leží v katastrálním území Chuderovec. Nachází se asi 5 km severně od Ústí nad Labem. V roce 2021 zde žilo 27 obyvatel v sedmi domech.
V Neznabozích je registrováno šest čísel popisných: 16, 17, 18, 20, 21 a 22, a 23 čísel evidenčních. Nachází se zde kaple Nejsvětější Trojice a celkem sedm pramenů: Kančí tůňky, Ptačí pramen, Mlýnský pramen, Čertík a tzv. Niesenbahnské trojpramenní (Stánin pramen, Zdendův pramen, Emilka). Prochází tudy silnice III/26040.
Na nedaleké louce byl natáčen film Letopisy Narnie: Princ Kaspian.
| Rok            | 1869 | 1880 | 1890 | 1900 | 1910 | 1921 | 1930 | 1950 | 1961 | 1970 | 1980 | 1991 | 2001 | 2011 | 2021 |
| -------------- | ---- | ---- | ---- | ---- | ---- | ---- | ---- | ---- | ---- | ---- | ---- | ---- | ---- | ---- | ---- |
| Počet obyvatel | 78   | 74   | 63   | 48   | 70   | 67   | 65   | 14   | –    | –    | –    | –    | –    | –    | 27   |
| Počet domů     | 14   | 14   | 14   | 14   | 15   | 16   | 16   | 5    | –    | –    | –    | –    | –    | –    | 7    |